# Estela Giménez
Estela Giménez Cid född den 29 mars 1979 i Madrid, Spanien, är en spansk gymnast.
Hon tog OS-guld i rytmisk gymnastik för trupper i samband med de olympiska gymnastiktävlingarna 1996 i Atlanta.